# Acanthametropus nikolskyi
Acanthametropus nikolskyi är en dagsländeart som beskrevs av Tshernova 1948. Acanthametropus nikolskyi ingår i släktet Acanthametropus och familjen Acanthametropodidae. Inga underarter finns listade i Catalogue of Life.